# Tanzendes Mädchen

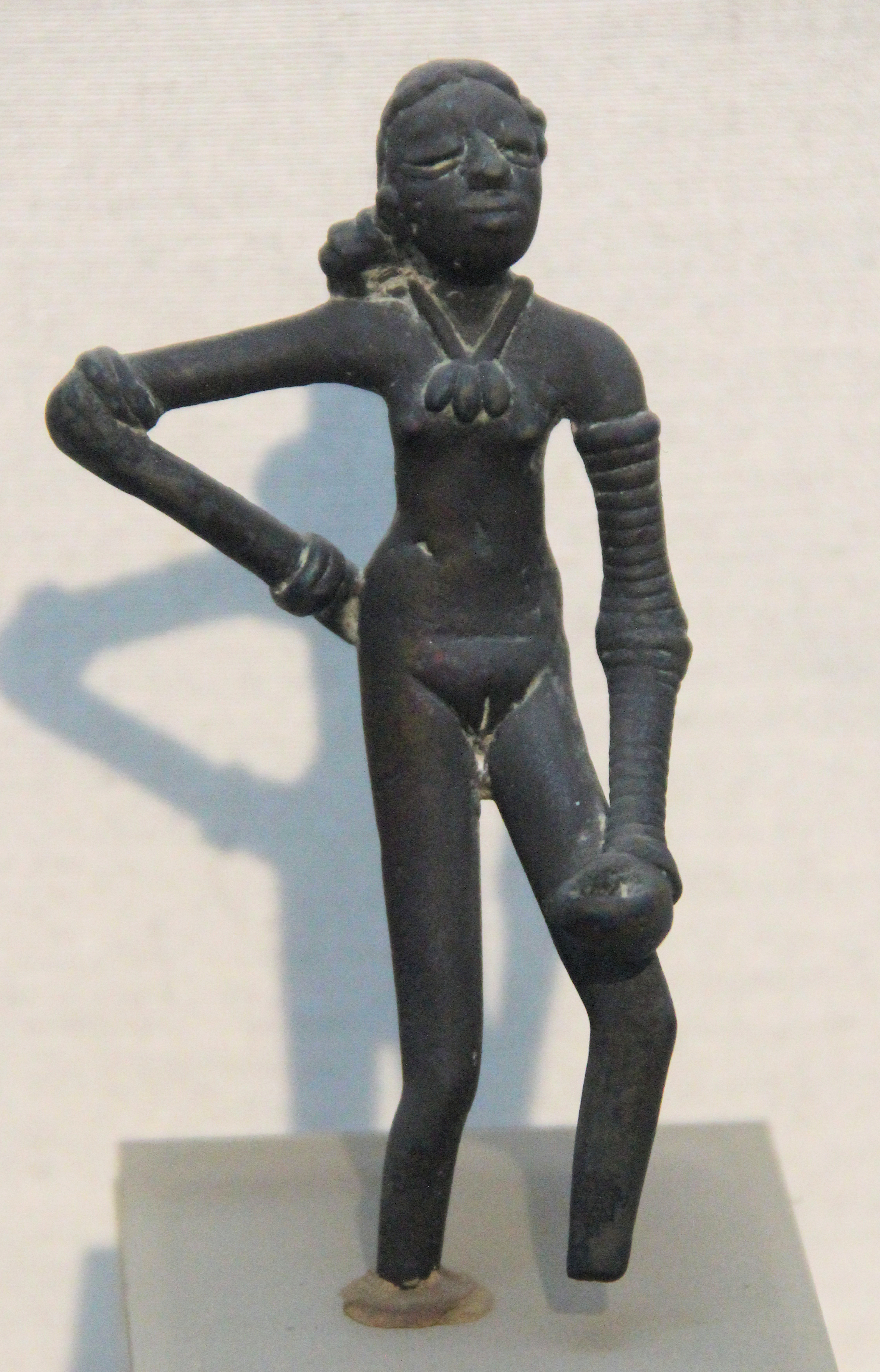
Tanzendes Mädchen (Vorderansicht)

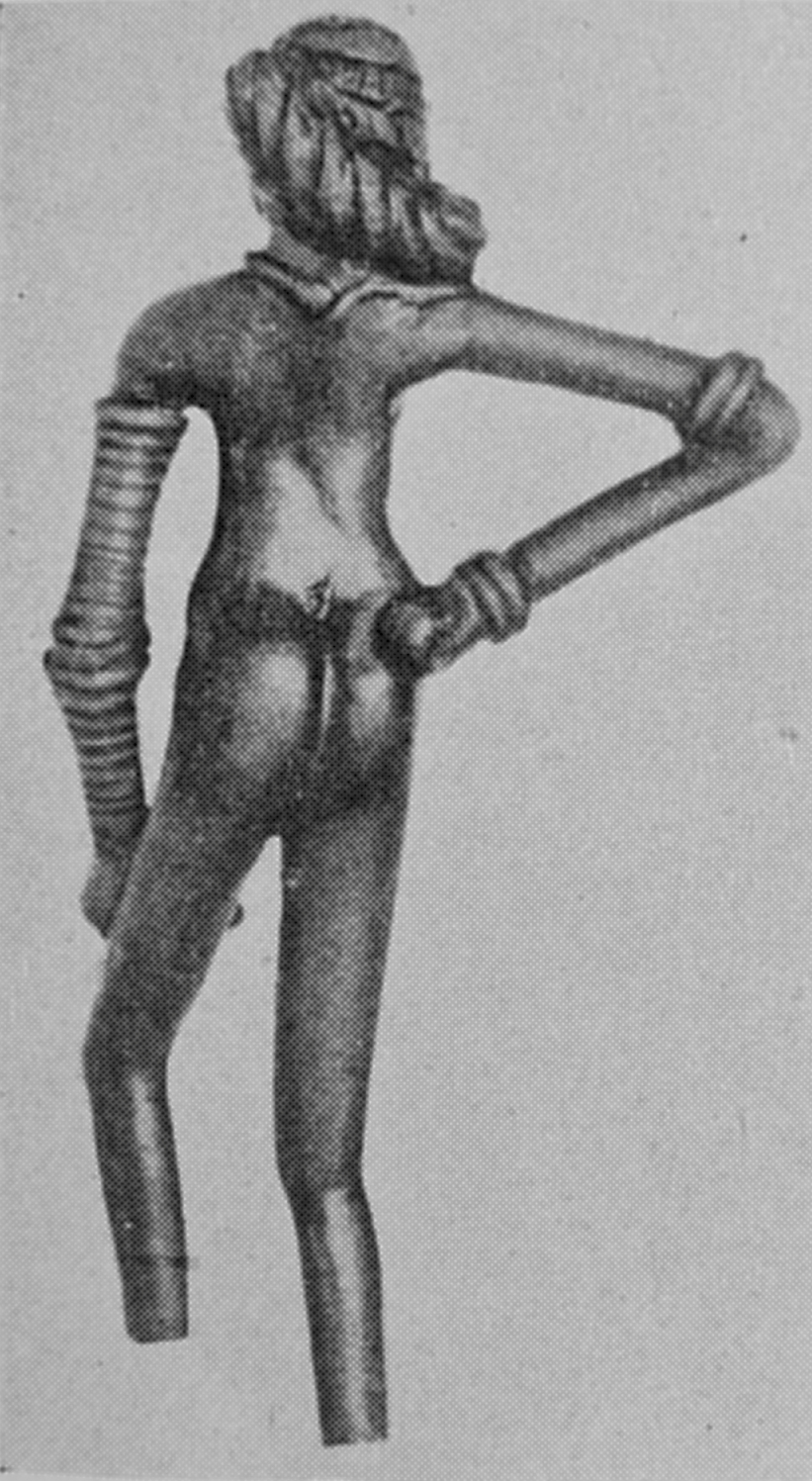
Tanzendes Mädchen (Hinteransicht)

Das tanzende Mädchen ist eine Bronzeskulptur aus der Zeit der Indus-Kultur, die auf ca. 2500 v. Chr. zurückdatiert wurde. Die Statuette ist 10,5 Zentimeter hoch und stellt eine nackte junge Frau oder ein nacktes Mädchen mit stilisierten Ornamenten dar, die in einer selbstbewussten, naturalistischen Pose steht.  Die Figur wurde von dem britischen Archäologen Ernest J. H. Mackay 1926 in der Fundstätte Mohenjo-Daro im heutigen Pakistan gefunden. Sie befindet sich heute im Nationalmuseum Neu-Delhi in Indien. Die Figur zählt zu den bedeutendsten Artefakten aus der Zeit der Indus-Kultur, welche für Forscher bis heute mysteriös geblieben ist.

## Entdeckung
Das Tanzende Mädchen wurde einige Zeit nach der Ausgrabung der alten Stadt Mohenjo-Daro von den Briten entdeckt. Nach den Ausgrabungen in Mohenjo-Daro wurden diese und andere Funde zunächst im Lahore Museum aufbewahrt, später jedoch in die Zentrale des Archaeological Survey of India in Neu-Delhi verlegt. Die baldige Teilung Indiens wurde von den Briten dabei nicht antizipiert. Die neuen pakistanischen Behörden forderten nach der Unabhängigkeit Pakistans 1947 die Rückgabe der in ihrem Hoheitsgebiet ausgegrabenen Mohenjo-Daro-Stücke, aber die indischen Behörden lehnten dies ab. Schließlich wurde eine Einigung erzielt, bei der die Funde aus Mohenjo-Daro aufgeteilt wurden. Pakistan erhielt die Priesterkönig-Statue, während Indien das tanzende Mädchen behalten durfte. Einige pakistanische Politiker haben danach aber weiterhin Anspruch auf die Figur erhoben, mit der Begründung, dass diese auf dem heutigen Staatsgebiet Pakistans gefunden wurde.

## Beschreibung
Die Figur ist eine von zwei Bronzefiguren, die in Mohenjo-Daro gefunden wurden. Das tanzende Mädchen ist knapp 10,5 Zentimeter hoch, und 5 Zentimeter breit. Das abgebildete Mädchen ist nackt, trägt eine Reihe von Armreifen und eine Halskette und ist in einer natürlichen stehenden Position mit einer Hand auf der Hüfte dargestellt. Sie trägt 24 bis 25 Armreifen am linken Arm und 4 Armreifen am rechten Arm, und in ihrer linken Hand, die auf ihrem Oberschenkel ruht, hielt sie einen Gegenstand; beide Arme sind ungewöhnlich lang. Ihre Halskette hat drei große Anhänger. Ihr langes Haar ist zu einem großen Knoten zusammengebunden, der auf ihrer Schulter ruht.

## Interpretation
Die Statue wurde durch das sogenannte Wachsausschmelzverfahren erstellt und ist aus gegossener Bronze. Sie beweist damit, dass die Indus-Kultur über fortschrittliche metallurgische Fähigkeiten verfügte. Die Mehrheitsmeinung in der Forschung ist, dass die Figur einen Tanz aufführt, auch wenn der genaue kulturelle Kontext unbekannt ist. Eine alternative Theorie ist, dass die abgebildete Frau eine Opfergabe in ihren Händen trägt, obwohl die meisten Quellen, wie das Nationalmuseum Neu-Delhi, sie als Tänzerin bezeichnen.  

## Ähnliche Funde
Eine ähnliche Bronzefigur wurde von Mackay während seiner letzten vollen Saison 1930–31 in einem Haus in Mohenjo-Daro gefunden. Die Erhaltung sowie die Qualität der Handwerkskunst sind schlechter als bei der bekannten tanzenden Frau. Diese zweite weibliche Bronzefigur wird im National Museum of Pakistan ausgestellt.
Eine Gravur auf einem Stück roter Topfscherben, die in Bhirrana, einer Harappa-Stätte im Distrikt Fatehabad in Haryana in Indien, entdeckt wurde, zeigt ein Bild, das an das tanzende Mädchen erinnert. So ist die Haltung des Körpers und der Hände fast identisch, was darauf hindeuten könnte, dass der Künstler Kenntnisse von der Statue oder der Pose hatte.

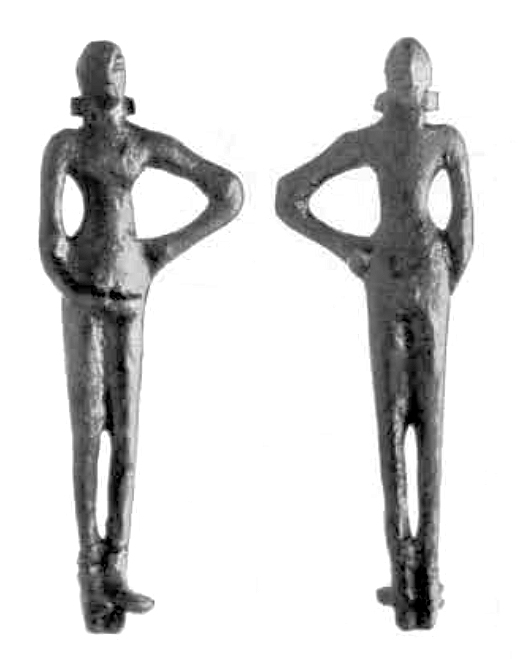
Zweite Bronzestatue
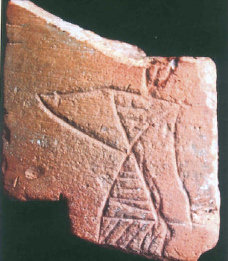
Gravur einer tanzenden Figur auf roten Tonscherben aus Bhirrana